# Ali di Johor
Ali Iskandar Shah ibni Hussein Muazzam Shah (Singapore, 1824 – Umbai, 21 giugno 1877) è stato sultano di Johor dal 1855 al 1877 e di Muar dal 1855 al 1877. Il suo ruolo di governante era riconosciuto solo da alcuni commercianti e alcuni malesi. Come suo padre, Ali era considerato un monarca fantoccio e giocò un ruolo marginale nelle vicende di governo dello Stato che passò poi al temenggong e ai britannici. Infatti, nel 1855, il sultano Ali cedette i diritti di sovranità del Johor (con l'eccezione del Kesang) al temenggong Tun Ibrahim, in cambio di un riconoscimento formale come sultano di Johor da parte degli inglesi e di un assegno mensile. Dopo la secessione del sultanato, al sultano Ali fu concessa la sovranità del Kesang che mantenne fino alla morte. Nella maggior parte delle questioni amministrative veniva indicato come "sultano di Muar".
È citato nel poema malese Syair Rakis, scritto da un suo lontano parente.

## Primi anni di vita
Ali di Johor nacque a Singapore nel 1824 ed era il quinto figlio del sultano Hussein Shah. Sua madre era Tengku Perbu. Venne educato privatamente.

## Sultano di Johor

### Primi anni
Tengku Ali succedette al padre nel 1835 ma non fu mai riconosciuto come legittimo monarca per i primi anni del suo regno. Un atto del governo coloniale britannico del 16 settembre 1840 gli concesse lo status di legittimo erede di suo padre, ma non un riconoscimento formale come sultano di Johor.
Nel 1840 il Johor cominciò a ricevere i primi coloni cinesi, la maggior parte dei quali provenivano da Shantou e Chaozhou. Il giovane temenggong Tun Ibrahim era a capo dell'amministrazione dello Stato. Egli impose delle tasse su questi coloni e ne incamerò i proventi. Tuttavia, a differenza del temenggong, Ali non era disposto a essere coinvolto negli affari di Stato anche se allo stesso tempo si lamentava di ricevere un'indennità insufficiente dagli inglesi. Era ben nota la sua passione per uno stile di vita stravagante e dal 1850 fece molti debiti.
Nel frattempo la frattura tra la nobiltà malese e la famiglia reale divenne sempre più profonda. Nel 1852, Thomas Church, il consigliere residente di Singapore, riassunse la situazione politica della costa orientale della penisola malese con la frase: "In questo paese, ci sono due partiti, da un lato, il sultano di Lingga, il sultano di Terengganu e i giovani principi di Johor; dall'altra, il raja bendahara di Pahang e il Temenggong Sri Maharaja".
Tuttavia, non vi furono ostilità importanti derivanti da tale divisione. Nello stesso anno, un mercante inglese, William Henry Macleod Read, ottenne il controllo del sigillo reale del sultano Ali in cambio della promessa di saldare i suoi debiti. Read era stato un attivo sostenitore della pretesa del sultano Ali per il riconoscimento come legittimo sovrano di Johor e della visione del temenggong come suo vassallo. Come risultato della pressione economica e politica di questi operatori, il Governatore considerò la concessione di un riconoscimento formale ad Ali come legittimo sovrano di Johor ma in fase di valutazione ricevette una forte protesta dal temenggong e dal suo giovane figlio, Abu Bakar.
All'inizio degli anni '50, il Johor era effettivamente sotto il controllo del temenggong e coloro che tentarono di agire nell'interesse del sultano Ali vennero rapidamente espulsi dai seguaci di Tun Ibrahim.

### Secessione di Johor
Seguì una serie di negoziati tra il sovrano e il temenggong con il governo coloniale britannico come intermediario. Ali aveva infatti messo in discussione i diritti di governo di Tun Ibrahim. Inizialmente quest'ultimo propose di dividere il reddito commerciale del Johor a condizione che il monarca cedesse le sue pretese di sovranità sullo Stato. Questo accordo fu rifiutato dal sultano Ali. Entrambe le parti convennero di chiedere l'intervento diretto del governo britannico. L'esecutivo chiamò il governatore britannico degli Stabilimenti dello Stretto, il colonnello William Butterworth, e il suo successore, Edmund Blundell ad agire come mediatori.
I britannici avrebbero preferito affidare l'amministrazione del sultanato a Tun Ibrahim. Le rivendicazioni di sovranità avanzate dal sultano Ali vennero rapidamente confutate dagli inglesi e il temenggong si affrettò a sottolineare che il defunto padre del sultano, Hussein Shah, non aveva mai perseguito rivendicazioni attive dei suoi diritti di sovranità sul paese nonostante il suo riconoscimento da parte degli inglesi nel trattato anglo-olandese del 1824. In quel tempo il sultanato passò infatti sotto la guida del defunto padre del Temenggong, Abdul Rahman. Contemporaneamente il Pahang, formalmente parte del Johor, era governato dal bendahara. Altri documenti rivelano che se il Johor fosse dovuto essere controllato da un monarca, il diritto di sovranità sarebbe spettato al sultano di Lingga, Mahmud Muzaffar Shah.
Tun Ibrahim e il sultano Ali presentarono le loro proposte al governatore britannico nell'aprile del 1854. Il temenggong accettò la richiesta di riconoscere Ali come sovrano titolare ma fu irremovibile nel voler mantenere la guida assoluta del reame. D'altra parte, Ali aveva espresso il suo desiderio di governatore direttamente almeno il Kesang, il territorio circostante la città di Muar, adducendo il motivo che alcuni dei suoi antenati erano sepolti lì. Gli inglesi persuasero Tun Ibrahim a cedere alla richiesta di Ali ed egli accettò dopo attenta considerazione.
Il 10 marzo 1855 venne siglato un trattato in cui il monarca cedeva formalmente i suoi diritti di sovranità sul Johor al temenggong in modo permanente con l'eccezione del territorio del Kesang. In cambio ad Ali venne garantito il riconoscimento del titolo di sultano dal temenggong e il governo britannico gli concesse una somma forfettaria di 5000 dollari di risarcimento. Ad Ali fu promessa un'ulteriore rendita di 500 dollari da Tun Ibrahim sotto la pressione del governatore di Singapore Edmund Blundell che sperava di porre fine alle lamentele e ai problemi finanziari di Ali.

## Sultano di Muar
Il sultano Ali delegò gli affari amministrativi della città di Muar al raja temenggung di Muar  (conosciuto anche con il titolo di temenggong paduka tuan di Muar)  e trascorse la maggior parte del suo tempo a Malacca. Muar era scarsamente popolata nel 1855 avendo una popolazione di appena 800 persone e non vi era alcuna struttura formale di governo. Nel 1860 il sultano Ali riferì di aver preso in prestito 53 600 dollari da un usuraio Chettiar, Kavana Chana Shellapah. Ali firmò un accordo con Shellapah in cui dichiarava di passargli una parte del suo assegno mensile per rimborsare il debito. Tuttavia, Ali si trovò impossibilitato a rispettare gli impegni in tempo e un infuriato Shellapah scrisse al governo britannico nel 1866. Messo sotto pressione per liquidare i suoi debiti in tempo, Ali garantì a Shellapah il diritto di commerciare fuori Muar, nel territorio del temenggong, se non fosse stato in grado di pagare i suoi debiti in tempo.
I rapporti con Tun Ibrahim rimasero tesi. Nel 1860 Ali permise a un avventuriero bugis, Suliwatang, e ai capi di Rembau e Sungei Ujong di stabilirsi a Muar per preparare un attacco al Johor. Tale cattivo sangue tra il sultano e Tun Ibrahim venne tramandato al figlio di quest'ultimo, Abu Bakar, succeduto al padre nel 1862. Poco dopo essere diventato temenggong, Abu Bakar inviò una missiva al sultano in cui riaffermava la sua sovranità su Johor e Segamat. Le controversie per la sovranità sul Segamat portarono a un focolaio di guerra tra gli uomini del temenggong e quelli del sultano. Undici anni dopo, nel 1873, i tentativi fatti da Suliwatang di riscuotere le tasse dagli abitanti alla foce del Muar portarono a ulteriori conflitti con gli uomini di Abu Bakar che nel 1868 era diventato Maharaja.
Durante gli ultimi anni di regno di Ali, non vi fu alcuna attività economica notevole a Muar. Tuttavia, il monarca delegò il compito di raccogliere i ricavi della città a Suliwatang e a i suoi agenti, i quali in seguito fecero avvelenare il temenggong Paduka Tuan. Nel 1868 il sultano Ali diede l'incarico a Babu Ramasamy, un maestro di scuola Tamil di raccogliere le rendite della città. Nel 1872 un minatore europeo ottenne il diritto di estrazione esclusiva su tutto il territorio del Kesang per cinque anni. Tre anni più tardi, a un commerciante americano fu concesso l'acquisto di 45 miglia quadrate (120 km²) di terra nel territorio del sultano.

## Morte e controversia nella successione
Ali trascorse i suoi ultimi anni a Umbai, nella Malacca, e si manteneva con un piccolo stipendio mensile che la Compagnia britannica delle Indie orientali gli aveva concesso. Egli costruì un palazzo per sé e visse lì con la sua terza moglie, Cik' Sembuk fino alla sua morte avvenuta il 21 giugno 1877. Fu sepolto in un mausoleo all'interno della moschea cittadina. Poco prima della sua morte, Ali dispose di lasciare il territorio del Kesang a Tengku Mahmood, il suo figlio undicenne nato da Cik' Sembuk. La sua decisione venne accolta con notevole disapprovazione dai malesi di Singapore, che avrebbero preferito Tengku Alam come erede del territorio del Kesang essendo il figlio più anziano avuto con Daing Siti, figlia di un nobile bugis. Cik' Sembuk era infatti di origini non nobili. Al momento della sua morte, la custodia del territorio del Kesang fu presa da Ungku Jalil, suo fratello maggiore. Ungku Jalil consegnò il Kesang al maharaja Abu Bakar, dopo che il governo britannico organizzò una votazione del Temenggong Paduka Tuan di Muar e dei capi del territorio per decidere il destino di quelle terre. Essi votarono all'unanimità per passare sotto il governo di Abu Bakar. Il governatore britannico consegnò l'amministrazione del Kesang al maharaja, sconvolgendo Tengku Alam e molti dei suoi sostenitori. Le loro pretese sul territorio del Kesang portarono allo scoppiò della guerra civile Jementah nel 1879 che fu vinta dalla fazione guidata da Abu Bakar.